# Villanelle de Bonis
Pour les articles homonymes, voir Villanelle (homonymie).
Villanelle, op. 4, est une mélodie de la compositrice Mel Bonis, datant de 1884.

## Composition
Mel Bonis compose sa Villanelle pour voix avec accompagnement de piano sur un poème de son amant Amédée-Louis Hettich. L'œuvre, dédiée à Jean-Alexandre Talazac, est publiée en 1884 aux éditions Grus. Elle est rééditée en 2004 et en 2014 par les éditions Armiane.

## Analyse
La Villanelle est la deuxième mélodie de la compositrice sur les poèmes des Vers à chanter de son amant. L'œuvre emprunte la forme vocale traditionnelle de la villanelle. Le poète reprend la forme traditionnelle dans son texte en écrivant trois strophes de six vers avec deux vers de refrain. La thématique est celle du retour du printemps et du temps des amours. Mel Bonis s'inscrit dans la tradition de la mélodie française. La forme suit celle du poème tandis que la prosodie est simple, constituée de croches, sans mélisme ni rythme varié et utilisant des notes répétées. La pièce met en avant la voix mais place aussi la musique au premier plan. On trouve aussi une référence nette à la villanella italienne et au bel canto. .

## Sources
- Étienne Jardin, Mel Bonis (1858-1937) : parcours d'une compositrice de la Belle Époque, 2020 (ISBN 978-2-330-13313-9 et 2-330-13313-8, OCLC 1153996478, lire en ligne)